# Efecto mariposa

Diagrama del atractor extraño que posee el modelo de Lorenz para el tiempo atmosférico, para los valores r = 28, σ = 10, b = 8/3. Si bien este «atractor» del modelo tiene forma de mariposa, el nombre del concepto no tiene en sí mismo nada que ver con la forma del atractor.

El efecto mariposa es un fenómeno descrito en sistemas caóticos con dependencia sensitiva a las condiciones iniciales por el cual, cualquier pequeña variación en las condiciones iniciales en un sistema determinista no lineal, acabará dando lugar a una diferencia mayor en estados posteriores. Eso implica que si en un sistema se produce una pequeña perturbación inicial, mediante un proceso de amplificación, podrá generar un efecto considerablemente grande a corto o medio plazo. Es un concepto de la teoría del caos.
En el ejemplo particular propuesto por Edward N. Lorenz, por el efecto mariposa, si se parte de dos mundos o situaciones globales casi idénticos, pero en uno de ellos hay una mariposa aleteando y en el otro no, a largo plazo, el mundo con la mariposa y el mundo sin la mariposa acabarán siendo muy diferentes. En uno de ellos puede producirse a gran distancia un tornado y en el otro no suceder nada en absoluto.

## Origen y evolución del concepto
Leonard Smith en su obra Caos: una breve introducción indica que en 1952 el novelista Ray Bradbury publicó en una revista el relato "El ruido de un trueno" donde, en un viaje al pasado, la muerte de una mariposa provocaba un desequilibrio mayor con el paso del tiempo.
En tiempos modernos la específica formulación del concepto está íntimamente ligada al surgimiento de la teoría del caos, que ya sí efectivamente sugiere la posibilidad de que un ínfimo acontecimiento como el aleteo de una mariposa, acaecido en un momento dado, pueda alterar a largo plazo una secuencia de acontecimientos de inmensa magnitud, (al menos para variar el lugar y momento de su aparición, no tanto para aportar la energía para causarlos, que obviamente no posee).
Su formulación se la debemos al matemático y meteorólogo estadounidense Edward Norton Lorenz (1917-2008) para explicar el comportamiento caótico de sistemas inestables, tales como el tiempo meteorológico, expuesto en su artículo de 1963: Flujo determinista no periódico. Lorenz comunicó este concepto a una audiencia general, «en forma de pregunta, no de afirmación», durante una conferencia en la reunión anual de 1972 de la American Association for the Advancement of Science (AAAS), en el MIT, con el título: Predictability; Does the Flap of a Butterfly's wings in Brazil Set Off a Tornado in Texas?, (Predictibilidad, ¿El aleteo de una mariposa en Brasil hace aparecer un tornado en Texas?). Por falta de modelos meteorológicos que pudieran apoyar esa posibilidad, Lorenz tuvo cuidado en advertir que no estaba sugiriendo que la respuesta a su pregunta fuera necesariamente positiva, «Lest I appear frivolous in even posing the title question, let alone suggesting that it might have an affirmative answer ...» (Para que no parezca frívolo ni siquiera al plantear la pregunta del título, y mucho menos sugerir que podría tener una respuesta afirmativa ...)
Anteriormente, Lorenz había usado el ejemplo de una gaviota provocando una tormenta pero finalmente lo hizo más poético con la mariposa, siguiendo las recomendaciones de unos colegas. 
Lorenz trabajaba en 1960 en la predicción del tiempo meteorológico con la ayuda de ordenadores y, al repetir unos cálculos introduciendo valores anteriormente obtenidos, observó cambios drásticos en los resultados del tiempo meteorológico previsto a largo plazo tras efectuar un levísimo redondeo, (la impresora, para ahorrar espacio recogía solo tres cifras decimales del valor de una determinada magnitud, [0,506], que él introdujo como valor inicial para continuar los cálculos, [considerando que el error era insignificante], en lugar de introducir el valor más preciso almacenado en la memoria del ordenador, [0,506127]). Esta es su propia descripción:

En un momento dado, decidí repetir algunos de los cálculos con el fin de examinar con mayor detalle lo que estaba ocurriendo. Detuve el ordenador, tecleé una línea de números que había salido por la impresora un rato antes y lo puse en marcha otra vez. Me fui al vestíbulo a tomarme una taza de café y regresé al cabo de una hora, tiempo durante el cual el ordenador había simulado unos dos meses de tiempo meteorológico. Los números que salían por la impresora no tenían nada que ver con los anteriores. Inmediatamente pensé que se había estropeado alguna válvula o que el ordenador tenía alguna otra avería, cosa nada infrecuente, pero antes de llamar a los técnicos decidí comprobar dónde se encontraba la dificultad, sabiendo que de esa forma podría acelerar la reparación. En lugar de una interrupción brusca, me encontré con que los nuevos valores repetían los anteriores en un principio, pero que enseguida empezaban a diferir, en una, en varias unidades, en la última cifra decimal, luego en la anterior y luego en la anterior. La verdad es que las diferencias se duplicaban en tamaño más o menos constantemente cada cuatro días, hasta que cualquier parecido con las cifras originales desaparecía en algún momento del segundo mes. Con eso me bastó para comprender lo que ocurría: los números que yo había tecleado no eran los números originales exactos sino los valores redondeados que había dado a la impresora en un principio. Los errores redondeados iniciales eran los culpables: se iban amplificando constantemente hasta dominar la solución. Dicho con terminología de hoy: se trataba del caos.
Edward Lorenz en La esencia del Caos

En 1987 el término «efecto mariposa» despegó gracias al superventas Caos: la creación de una ciencia, de James Gleick. Entonces fue cuando el descubrimiento de Lorenz llegó al público general, con una gran repercusión y popularidad.
James Gleick resumió lo sucedido de este modo:

En una determinada ocasión quiso volver a echar un vistazo a una simulación que ya había hecho, llevándola más lejos en el tiempo. En vez de comenzar desde el principio y esperar a que el ordenador llegara al intervalo que le interesaba, introdujo en el teclado los valores que ya tenía apuntados en el papel. Dejó la máquina trabajando y se fue a tomar un café. Después de una hora, la máquina había simulado dos meses de predicción atmosférica, y sucedió lo inesperado: Existían valores de los días que había simulado anteriormente que no coincidían con los que había calculado esta vez... De repente comprendió la verdad... El ordenador almacenaba seis decimales: 0,506127. En la impresión, para ahorrar espacio, aparecían únicamente tres: 0,506... Lorenz había introducido la expresión más corta, redondeada, convencido de que la diferencia - una milésima parte - era de poca importancia. En el sistema de ecuaciones de Lorenz, los errores ínfimos tenían efectos catastróficos
James Gleick en Caos: la creación de una ciencia

En 1963, Lorenz publicó un estudio teórico de este efecto en un artículo seminal muy citado titulado Flujo determinista no periódico  (los cálculos se realizaron en un ordenador Royal McBee LGP-30). En otro lugar afirmó:

Un meteorólogo comentó que si la teoría fuera correcta, bastaría con un aleteo de las alas de una gaviota marina para alterar el curso del tiempo para siempre. La controversia aún no se ha resuelto, pero las pruebas más recientes parecen favorecer a las gaviotas.

Siguiendo propuestas de colegas, en discursos y ponencias posteriores, Lorenz utilizó el más poético mariposa. Según Lorenz, cuando no supo dar título a una charla que iba a presentar en la 139 reunión de la American Association for the Advancement of Science en 1972, Philip Merilees ideó como título ¿El aleteo de las alas de una mariposa en Brasil desencadena un tornado en Texas?  como título. Aunque el aleteo de una mariposa ha permanecido constante en la expresión de este concepto, la ubicación de la mariposa, las consecuencias y la localización de las consecuencias han variado ampliamente.
La frase se refiere a la idea de que las alas de una mariposa podrían crear pequeños cambios en la atmósfera que, en última instancia, podrían alterar la trayectoria de un tornado o retrasar, acelerar o incluso impedir la aparición de un tornado en otro lugar. La mariposa no impulsa ni crea directamente el tornado, pero el término pretende dar a entender que el batir de las alas de la mariposa puede causar el tornado: en el sentido de que el batir de las alas forma parte de las condiciones iniciales de una compleja red interconectada; un conjunto de condiciones da lugar a un tornado, mientras que el otro conjunto de condiciones no. El batir de alas representa un pequeño cambio en las condiciones iniciales del sistema, que en cascada provoca alteraciones a gran escala de los acontecimientos (compárese: efecto dominó). Si la mariposa no hubiera aleteado, la trayectoria del sistema podría haber sido muy diferente, pero también es posible que el conjunto de condiciones sin el aleteo de la mariposa sea el que conduzca al tornado.
El efecto mariposa plantea un desafío evidente a la predicción, ya que las condiciones iniciales de un sistema como el meteorológico nunca pueden conocerse con total exactitud. Este problema motivó el desarrollo de la predicción por conjuntos, en la que se realizan varias predicciones a partir de condiciones iniciales perturbadas.
Desde entonces, algunos científicos han argumentado que el sistema meteorológico no es tan sensible a las condiciones iniciales como se creía. David Orrell sostiene que el principal factor que contribuye al error en la previsión meteorológica es el error del modelo, y que la sensibilidad a las condiciones iniciales desempeña un papel relativamente pequeño. Stephen Wolfram también señala que el ecuaciones de Lorenz está muy simplificado y no contiene términos que representen efectos viscosos; cree que estos términos tenderían a amortiguar pequeñas perturbaciones. Estudios recientes utilizando modelos de Lorenz generalizados que incluían términos disipativos adicionales y no linealidad sugirieron que se requiere un parámetro de calentamiento mayor para el inicio del caos.
Aunque el "efecto mariposa" se explica a menudo como sinónimo de dependencia sensible de las condiciones iniciales del tipo descrito por Lorenz en su trabajo de 1963 (y observado previamente por Poincaré), la metáfora de la mariposa se aplicó originalmente al trabajo que publicó en 1969 que llevó la idea un paso más allá. Lorenz propuso un modelo matemático de cómo los pequeños movimientos de la atmósfera afectan a sistemas mayores. Descubrió que los sistemas de ese modelo sólo podían predecirse hasta un punto específico en el futuro y que, más allá de ese punto, la reducción del error en las condiciones iniciales no aumentaba la predictibilidad (siempre que el error no fuera cero). Esto demostraba que un sistema determinista podía ser "indistinguible desde el punto de vista observacional" de uno no determinista en términos de predictibilidad. Recientes reexaminaciones de este artículo sugieren que ofrecía un desafío significativo a la idea de que nuestro universo es determinista, comparable a los desafíos ofrecidos por la física cuántica.
En el libro titulado La esencia del caos publicado en 1993, Lorenz definió el efecto mariposa como: "El fenómeno de que una pequeña alteración en el estado de un sistema dinámico hará que los estados subsiguientes difieran mucho de los estados que habrían seguido sin la alteración". Esta característica es la misma que la dependencia sensible de las soluciones a las condiciones iniciales (SDIC) en . En el mismo libro, Lorenz aplicó la actividad del esquí y desarrolló un modelo de esquí idealizado para revelar la sensibilidad de las trayectorias variables en el tiempo a las posiciones iniciales. Se determina un horizonte de predictibilidad antes de la aparición del SDIC.

## Consecuencias generales
Esta interrelación de causa-efecto se da en todos los eventos de la vida. Un pequeño cambio puede generar grandes resultados o, hipotéticamente, «el aleteo de una mariposa en Hong Kong puede desatar una tempestad en Nueva York».
La consecuencia práctica del efecto mariposa es que en sistemas complejos tales como el estado del tiempo o la bolsa de valores es muy difícil predecir con seguridad en un mediano rango de tiempo. Los modelos finitos que tratan de simular estos sistemas necesariamente descartan información acerca del sistema y los eventos asociados a él. Estos errores son magnificados en cada unidad de tiempo simulada hasta que el error resultante llega a exceder el cien por ciento.